# Arabahmet mecset
Az Arabahmet mecset (törökül: Arabahmet Camii) Észak-Nicosia nyugati Arab Ahmet negyedében található Észak-Cipruson. A 16. század végén épült.  A mecset az 1571-es oszmán hadsereg parancsnokáról kapta a nevét. A mecsetben a múlt néhány fontos személyének a sírja is megtalálható a közeli kertben. 1845-ben felújították.

## Építészet
A klasszikus oszmán építészet egyik példája. Téglalap alakú, és az egyetlen olyan mecset Cipruson, amely jellegzetes török kupolával rendelkezik. Egy nagy központi kupola fedi a mecset fő részét, és három kisebb kupola fedi a bejáratot. További négy kupola a sarkokat fedi.
Ez a mecset egy nagy félgömb alakú kupolából áll (kb. 6 méter átmérőjű), amely a szokásos bizánci kereszt alakú, függőívekkel ellátott alaprajz szerint épült. A mecset előtt három kisebb kupolával fedett tornác található. E jellegzetes török műemlék szigorú egyszerűségét jelzi, hogy semmilyen formázott vagy faragott részlettel nincs kiegészítve. A jelenlegi építmény 1845-ből származik.
A mecset helyén egy templom állt, amelynek néhány megcsonkított töredéke még mindig megmaradt a mecset körül és a szomszédos házakban szétszórva. Az egyik ajtó karzatát, amelyen egy pajzsot véstek két oroszlán dühös ábrázolásával, a földbe szúrva lehet látni.

### A mecset körüli temető
Az ősi templom legkülönlegesebb fennmaradt emléke azonban a 14. századi sírkövek egy kis gyűjteménye.
Számos töredékes feliratos kő, amelyek közül a legérdekesebbek a jól ismert velencei családból származó Gaspar Mavroceni nevét tartalmazzák, 1402-ből, és Hugh de Mimars nevét, 1324-ből. E töredékek közül sok a középkori görög írás szokásos típusával készült. Van két ugyanilyen mintájú, a 16. századi itáliai alacsony domborműves reneszánsz stílusában készült sírtábla is, amelyeket, úgy tűnik, soha nem fejeztek be feliratokkal vagy címerekkel, amelyekhez pajzsokat is biztosítottak. Ez a két tábla az egyetlen domborműves tábla a gyűjteményben.

## Képgaléria

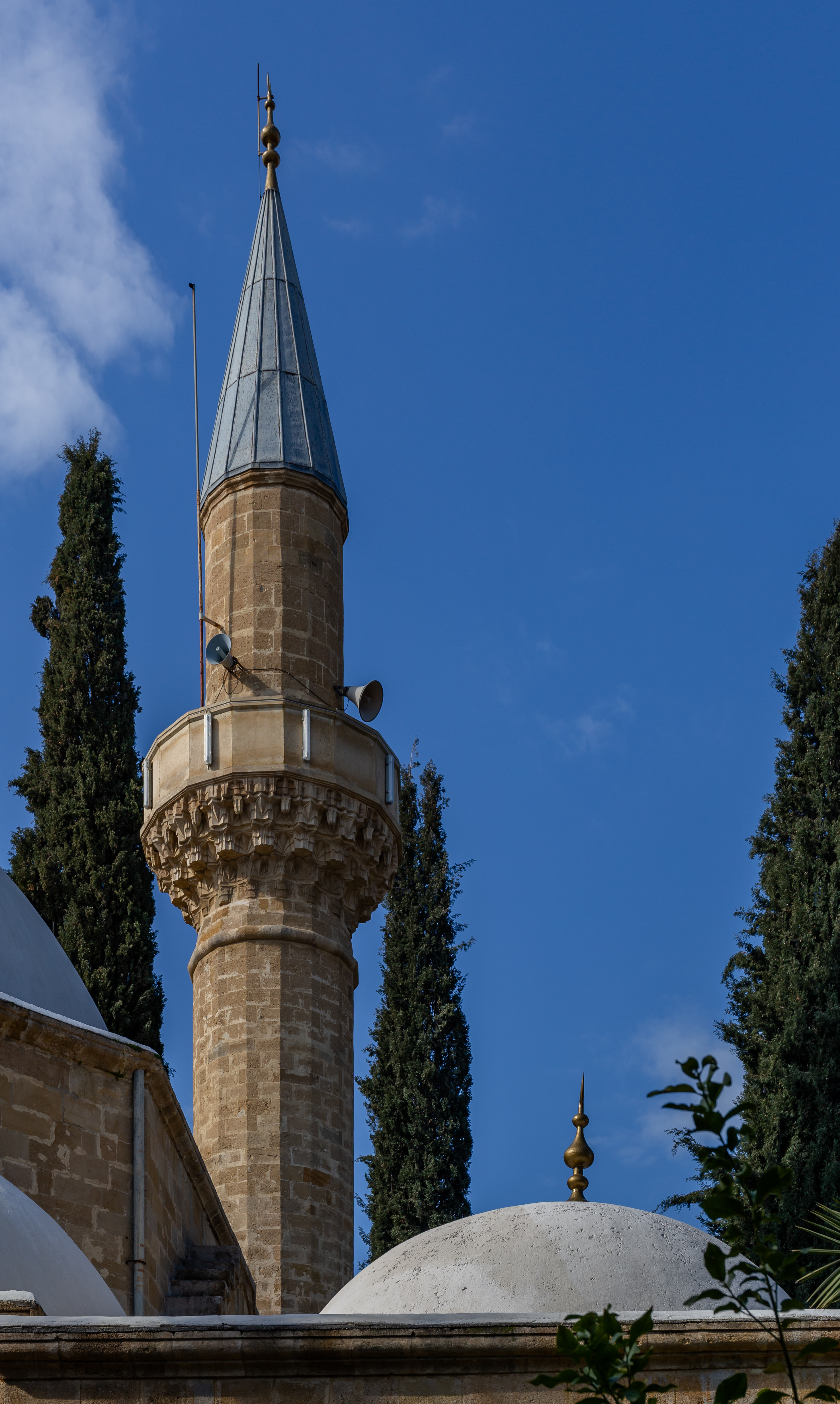
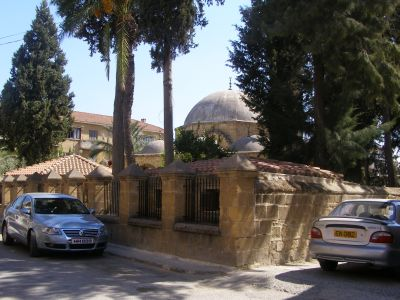
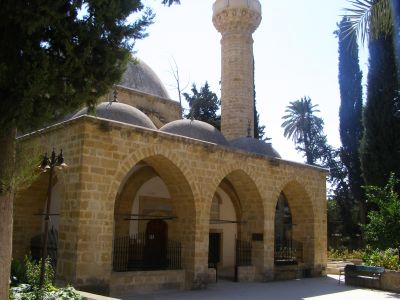
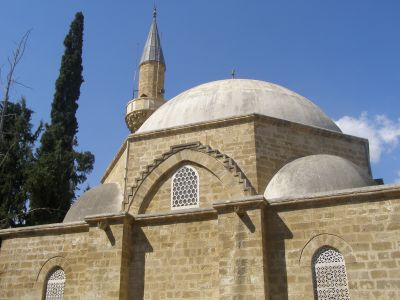

## Fordítás
- Ez a szócikk részben vagy egészben  az   Arab Ahmet Mosque című angol Wikipédia-szócikk ezen változatának fordításán alapul.  Az eredeti cikk szerkesztőit annak laptörténete sorolja fel. Ez a jelzés csupán a megfogalmazás eredetét és a szerzői jogokat jelzi, nem szolgál a cikkben szereplő információk forrásmegjelöléseként.